# Powiat Zawierciański
Der Powiat Zawierciański ist ein Powiat (Kreis) in der Woiwodschaft Schlesien in  Polen. Er hat eine Fläche von 1.003 km², auf der etwa 118.000 Einwohner leben.

## Geschichte
Der Powiat wurde 1927 aus dem Powiat Będziński in der Woiwodschaft Kielce ausgegliedert. Manchmal wurde das Gebiet als Teil der historisch-industriellen Landschaft Zagłębie Dąbrowskie (Dombrowaer Kohlebecken) betrachtet, obwohl die Förderung von Steinkohle sich im Powiat nicht entwickelte. In der Zeit der Sanacja gab es kontroverse Pläne der Angliederung des Powiats an die autonome Woiwodschaft Schlesien. Die Pläne wurden bis zum Zweiten Weltkrieg in der Presse angestrengt debattiert und teilten die öffentliche Meinung. Beim Überfall auf Polen 1939 wurde das Gebiet von den Deutschen besetzt und als Landkreis Warthenau (ohne der Gemeinden Żarki und Niegowa, die zum Generalgouvernement gehörten) im neuen „Ostoberschlesien“ reorganisiert. Nach dem Krieg wurden die Powiaten Zawierciański und Będziński der neugebildeten Woiwodschaft Schlesien (auch zagłębiowsko-śląskie oder śląsko-dąbrowskie nach Zagłębie Dąbrowskie benannt) angeschlossen und blieben in der „schlesischen“ Woiwodschaft Katowice. 1951 wurde die Krakauer Gemeinde Kroczyce an den Powiat angeschlossen. 1956 wurde der Powiat Myszkowski ausgegliedert, gleichzeitig wurde das Gebiet der heutigen Gmina Ogrodzieniec aus dem Powiat Olkuski in der Woiwodschaft Krakau an den Kreis Zawiercie angegliedert.

## Gemeinden
Der Powiat umfasst zehn Gemeinden, davon zwei Stadtgemeinden, fünf Stadt-und-Land-Gemeinden und drei Landgemeinden.

### Stadtgemeinde
- Poręba (Poremba)
- Zawiercie

### Stadt-und-Land-Gemeinden
- Łazy (Lazy)
- Ogrodzieniec
- Pilica
- Szczekociny
- Włodowice

### Landgemeinden
- Irządze
- Kroczyce
- Żarnowiec